# Miłosz Kocot
Miłosz Kocot (ur. 1 lutego 1989) – polski futsalista, bramkarz, następnie trener.

## Przebieg kariery
Miłosz Kocot swoją karierę w futsalu rozpoczynał od gry w drugoligowej Północy Chrzanów. W tym samym czasie grał w młodzieżowej drużynie Kupczyka Kraków, z którym w 2007 roku zdobył Mistrzostwo Polski U-21. Przed sezonem 2009/2010 został zawodnikiem pierwszej drużyny tego klubu. W Kupczyku rozegrał dwa sezony w ekstraklasie. Sezon 2011/2012 spędził w pierwszoligowym MKF Grajów, a kolejne dwa w występującym w tej samej klasie rozgrywkowej BSF Bochnia. W sezonie 2014/2015 był zawodnikiem Wisły Krakbet Kraków, z którą zdobył Puchar i Mistrzostwo Polski. W sezonie 2015/2016 Kocot reprezentował barwy drużyny GAF Gliwice. Przed sezonem 2016/2017 został trenerem nowo powstałej drużyny LEX Kancelaria Słomniki. Z zespołem tym awansował do ekstraklasy. Po rundzie jesiennej sezonu 2017/2018 prowadzona przez niego drużyna została wycofana z rozgrywek po rezygnacji sponsora z dalszego finansowania klubu, a on sam został trenerem drużyny GKS Ekom Futsal Nowiny, jednak jego zespół spadł do II ligi. Od czerwca 2018 jest trenerem występującego w ekstraklasie AZS UŚ Katowice.